# Latidens salimalii
Latidens salimalii — вид рукокрилих з монотипного роду Latidens, родини Криланових, що мешкає Індії (в штатах Керала, Таміл Наду).

## Морфологія
Морфометрія. Довжина передпліччя єдиного екземпляра: 67,5 мм.
Опис. Середніх розмірів крилановий, зовні нагадує Cynopterus, але без хвоста. Хутро голови темно-коричневе з світло-сіруватими основами волосся, темніше ніж на інших частинах тіла. Хутро спини світло-коричневе, густе і довге, 5 мм на середній лінії спини. Хутро низу, включаючи щоки та горло коротше і тонше, світло-сіро-коричневого кольору.

## Спосіб життя
Він був записаний з висоти 800 м до 1100 м над рівнем моря. Цей печерний житель дуже чутливий до порушення середовища проживання. Зустрічається в гірських вічнозелених лісах і кавових / кардамонових насадженнях.